# Botrytis paeoniae
Botrytis paeoniae eller gråmögel är en svampart som beskrevs av Oudem. 1897. Botrytis paeoniae ingår i släktet Botrytis och familjen Sclerotiniaceae.   Inga underarter finns listade i Catalogue of Life.